# 376 Geometria
376 Geometria là một tiểu hành tinh kiểu S, ở vành đai chính. Nó được Auguste Charlois phát hiện ngày 18.9.1893 ở Nice, và được đặt tên là Geometria, nghĩa là hình học.